# Magdalena Oliver Gabarro
Magdalena Oliver Gabarro (en espagnol : Magdalena Oliver Gabarró), née le 31 octobre 1903, décédée le 1er mai 2019, était une supercentenaire espagnole dont l'âge est validé par le Groupe de recherche en gérontologie (GRG).

## Biographie
Magdalena Oliver Gabarro est née à Barcelone, en Catalogne, en Espagne, le 31 octobre 1903. Elle était considérée comme la personne la plus âgée d'Espagne, après le décès d'Ana María Vela Rubio le 15 décembre 2017, et la deuxième personne la plus âgée d'Europe, après l'Italienne Maria Giuseppa Robucci, âgée de 116 ans. Elle était également la troisième personne la plus âgée du monde, après Kane Tanaka et Maria Giuseppa Robucci.
Magdalena Oliver Gabarro est décédée à Barcelone, en Catalogne, en Espagne, le 1er mai 2019 à l'âge de 115 ans et 182 jours. Elle est actuellement la troisième personne validée la plus âgée à avoir résidé en Espagne, après Maria Branyas Morera et Ana María Vela Rubio, et la deuxième personne validée la plus âgée à être née en Espagne, après Ana María Vela Rubio.